# 宇久井站
宇久井站（日语：／ Ukui eki */?）是位於和歌山縣東牟婁郡那智勝浦町大字宇久井，西日本旅客鐵道（JR西日本）的紀勢本線（紀國線）車站。

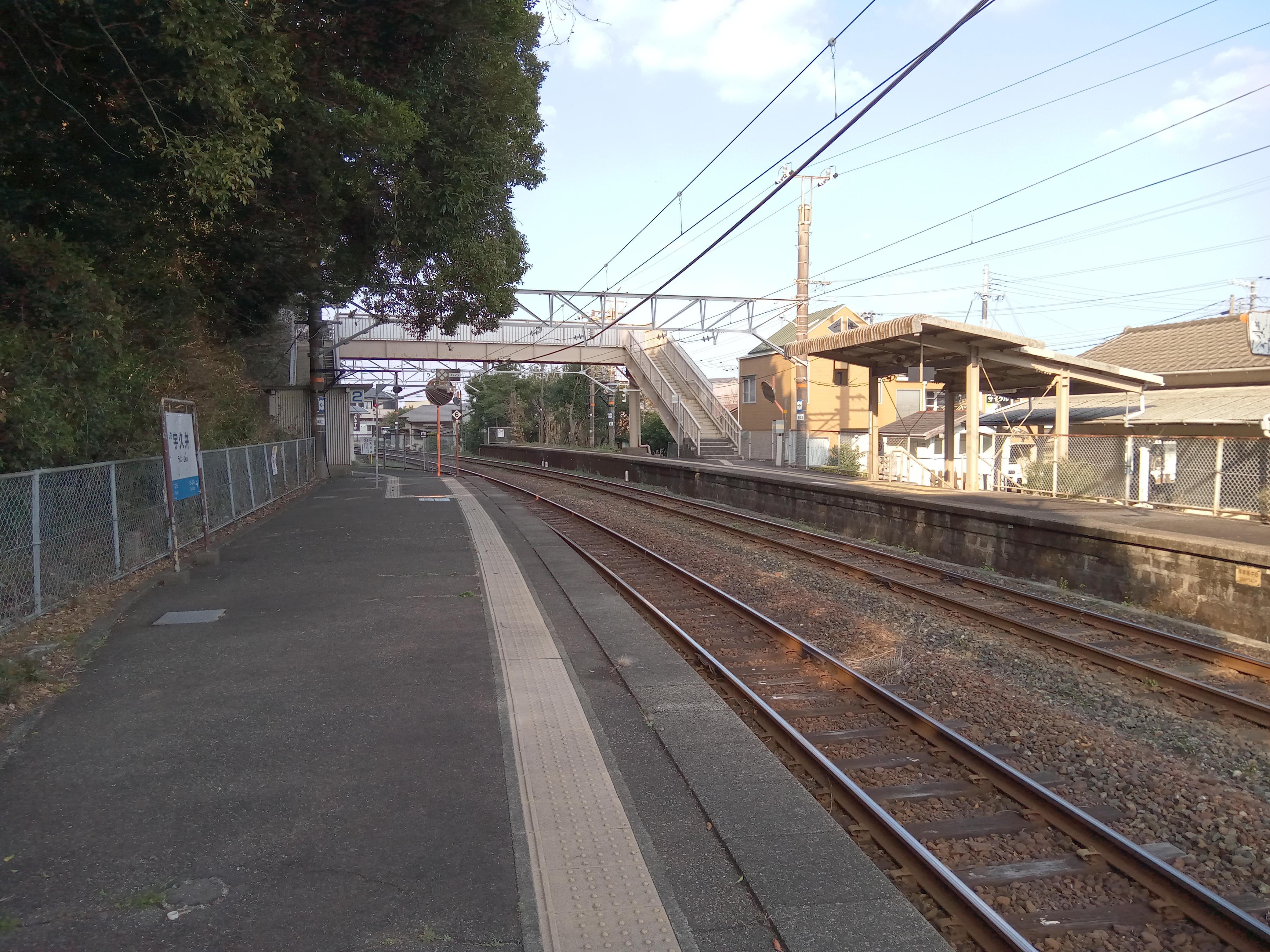
月台（2022年3月）

## 歷史
- 1912年（大正元年）12月4日 - 新宮鐵道（日语：新宮鉄道）三輪崎站至勝浦站（現時為紀伊勝浦站）之間開通，此站也啟用，但當時車站的平假名為「日语：」[1]。
- 1934年（昭和9年）7月1日 - 新宮鐵道國有化，成為國鐵紀勢中線的車站[1]。同時車站的平假名改為「日语：」。
- 1940年（昭和15年）8月8日 - 江住站至串本站之間開通，同時路線改名為紀勢西線[1]。
- 1959年（昭和34年）7月15日 - 三木里站至新鹿站之間開通，同時路線改名為紀勢本線[1]。
- 1985年（昭和60年）3月14日 - 成為無人車站。
- 1987年（昭和62年）4月1日 - 伴隨國鐵分割民營化，車站由西日本旅客鐵道（JR西日本）營運[1]。

## 車站構造
車站設有2面2線的相對式月台，可進行列車交會的地面車站。車站大樓位於紀伊田邊方向的月台（1號月台）側，兩月台近新宮一邊設有跨線橋連接。1號月台近海邊那智方向設有側線的分支點，在側線終端設有小型車廠。
車站還設有木造車站大樓。出入口上面設有採光窗口，車站的明顯特徵。車站由新宮站管理的無人車站，大樓內部設有長期關閉的售票櫃臺和行李服務櫃臺。在閘口附近設有簡易自動售票機，但由於機件老化，已於2013年12月10日撤走。

### 月台
| 月台 | 路線   | 方向                           |
| ---- | ------ | ------------------------------ |
| 1    | 紀國線 | 紀伊勝浦、紀伊田邊、和歌山方向 |
| 2    | 紀國線 | 新宮方向                       |

- 以上的路線名是使用旅客資訊上的名稱（愛稱）。

## 使用狀況
以下列出近年1日平均乘車人次。
| 年度   | 一日平均 乘車人次 |
| ------ | ----------------- |
| 1998年 | 156               |
| 1999年 | 161               |
| 2000年 | 133               |
| 2001年 | 134               |
| 2002年 | 113               |
| 2003年 | 98                |
| 2004年 | 82                |
| 2005年 | 82                |
| 2006年 | 79                |
| 2007年 | 79                |
| 2008年 | 78                |
| 2009年 | 68                |
| 2010年 | 58                |
| 2011年 | 59                |
| 2012年 | 68                |
| 2013年 | 68                |
| 2014年 | 56                |
| 2015年 | 63                |
| 2016年 | 61                |
| 2017年 | 62                |

## 車站周邊
- 稻荷神社
- 那智宇久井郵局
- 那智勝浦町立宇久井小學
- 那智勝浦町立宇久井中學
- 宇久井遊客中心
- 宇久井港
- 水底神社

## 相鄰車站
西日本旅客鐵道
 紀國線（紀勢本線）
紀伊佐野－宇久井－那智

## 注腳
1. 1 2 3 4 5 6  曾根悟（監修）. 朝日新聞出版分冊百科編集部（編集） , 编. . 朝日百科週刊. 25號 紀勢本線、參宮線、名松線. 朝日新聞出版. 2010-01-10: 18–21.
2. ↑  『和歌山縣統計年鑑』及『和歌山縣公共交通機關等資料集』

## 外部連結
- 宇久井｜車站資訊：JR出門網 - 西日本旅客鐵道